# Tomáš Ujfaluši
Tomáš Ujfaluši, češki nogometaš, * 24. marec 1978, Rýmařov, Češkoslovaška.
Ujfaluši je bivši nogometni branilec. Predhodno je igral za Sigmo Olomouc (1997-2000) in Hamburg (2001-04).